# Sander Zwegers
Sander Pieter Zwegers (* 16. April 1975 in Oosterhout) ist ein niederländischer Mathematiker, der sich mit Modulformen beschäftigt.
Zwegers wuchs in ‘s Gravenmoer auf und studierte an der Universität Utrecht, wo er nach dem Diplom bei J. A. C. Kolk 1998 (Theta functions, certain modular forms arising from them and Rogers-Ramanujan type identities) Assistent wurde. 2002 wurde er bei Don Zagier (und Roelof  W. Bruggeman) an der Universität Utrecht promoviert (Mock Theta Functions). Er war danach Forscher am Max-Planck-Institut für Mathematik in Bonn und ‘assistent professor’ am University College Dublin, bevor er nach Köln umzug. Er ist Professor an der Universität Köln.
Zwegers stellte in seiner Dissertation einen Zusammenhang der lange rätselhaften Mock-Thetafunktionen von S. Ramanujan mit Maaß-Wellenformen her. Die Theorie wurde von Ken Ono und Kathrin Bringmann ausgebaut.
In seiner Freizeit läuft er Langstrecken.